# Puentedura
Puentedura település Spanyolországban, Burgos tartományban.  Lakosainak száma 122 fő (2024).

## Népesség
A település népessége az utóbbi években az alábbiak szerint változott:
| Lakosok száma | 140  | 119  | 131  | 116  | 138  | 134  | 130  | 110  | 120  | 122  |
|               | 2001 | 2004 | 2006 | 2009 | 2011 | 2014 | 2016 | 2019 | 2021 | 2024 |